# بوب أوتس
بوب أوتس (بالإنجليزية: Bob Oates)‏ (26 يوليو 1956 في المملكة المتحدة - ) هو لاعب كرة قدم بريطاني في مركز الدفاع. شارك مع منتخب إنجلترا تحت 18 سنة لكرة القدم. أما مع النوادي، فقد لعب مع سكونثورب يونايتد ونادي روتشديل وWatton United F.C. ‏.